# سدید-۳۴۵
سدید-۳۴۵ که با نام بمب هدایت شونده سدید نیز شناخته می شود، یک بمب هدایت شونده دقیق تولید ایران و با سرجنگی ترکش‌زن است.
این بمب جهت  استفاده در پهپادهای رزمی در نظر گرفته شده است. پلتفرم اصلی پرتاب آن شاهد ۱۲۹ است اما قابلیت نصب برروی بالگرد شاهد ۲۸۵ را نیز دارد.

## استفاده
سپاه پاسداران از این سلاح در بمباران مواضع دولت اسلامی عراق و شام بهره برده است.